# Al Qassar (métro de Doha)
Al Qassar (en arabe : القصار) est une station sur la Ligne Rouge du Métro de Doha. Elle est ouverte en 2019.

## Histoire
La station est mise en service le 8 mai 2019.

## Services aux voyageurs

### Intermodalité
- Metroexpress : Al Gassar 61 & Onazia 66, St. Regis, Intercontinental Doha, Ministry of Foreign Affairs, Various Embassies (British, Turkish etc.)